# Kirche der Heiligen Apostel Peter und Paul (Weliki Nowgorod)
Die Kirche der Heiligen Apostel Peter und Paul (russisch Храм Святых Апостолов Петра и Павла) ist eine katholische Kirche in Weliki Nowgorod. Administrativ gehört sie zur nordwestlichen Region des Erzbistums Mutter Gottes (mit Sitz in Moskau), die von Erzbischof Metropolit Paolo Pezzi geleitet wird. Sie ist ein architektonisches Denkmal. Die Kirche befindet sich an der Adresse: Большая Санкт-Петербургская, 12 (Bolschaja St.-Peterburgskaja Uliza 12). In der Kirche gibt es eine Bibliothek mit geistlicher Literatur und es finden dort Wohltätigkeits-Orgelkonzerte statt.

## Geschichte
Die ersten katholischen Kirchen entstanden in Weliki Nowgorod im elften und zwölften Jahrhundert, und zwar die St.-Olav-Kirche für Kaufleute aus Gotland (um 1030 aus Holz erbaut, um 1150 aus Stein wieder aufgebaut) und die St.-Petri-Kirche für deutsche Kaufleute (bis 1184 erbaut), die beide aber nicht mehr erhalten sind. Die Vorsteher der St.-Petri-Kirche wurden aus Lübecker und gotländischen Kaufleuten ausgewählt und waren Botschafter der Hanse in Nowgorod. In dem historischen Dokument „Вопрошение Кириково“ („Befragung von Kirikowo“) wird erwähnt, dass die Nowgoroder manchmal „varangische Priester“, d. h. katholische Priester, zur Durchführung von Gottesdiensten angefragt haben.
Nachdem die Republik Nowgorod 1494 von Moskau annektiert worden war, funktionierte die katholische Kirche noch einige Zeit, aber die deutsche Gemeinde in der Stadt verschwand im 16. Jahrhundert fast völlig; der deutsche Hof und die Kirche St. Peter wurden Mitte des 16. Jahrhunderts geschlossen. Bis zum 19. Jahrhundert gab es in der Stadt keine katholischen Kirchen.
Im 19. Jahrhundert wanderte eine große Zahl von Katholiken in die Stadt ein, vor allem aus Polen und den baltischen Staaten. Im Jahr 1838 wurde in Nowgorod eine katholische Kapelle errichtet.
Im Jahr 1860 gab es in der Provinz Nowgorod 1158 Katholiken, davon 920 Männer und 237 Frauen, die von zwei Priestern betreut wurden. In der zweiten Hälfte des Jahrhunderts nahm die Zahl der Katholiken in Nowgorod durch die vertriebenen Teilnehmer des polnischen Aufstandes von 1863 noch weiter zu. Im Jahr 1874 errichtete die katholische Gemeinde der Stadt eine Holzkirche, die fünfzehn Jahre später abbrannte. Das Projekt für den Bau einer neuen Steinkirche wurde 1891 genehmigt. Der Hauptautor des Projekts war wahrscheinlich Reinhold Kasimirowitsch Krzyżanowski, ein Provinzarchitekt aus Nowgorod und gebürtig aus Białystok.
Die Kirche wurde am 8. September 1893 auf den Namen der Heiligen Apostel Petrus und Paulus geweiht. In einem Reiseführer von V. P. Laskovsky (aus dem Jahr 1910) heißt es: „In der Kirche gibt es eine gute Orgel und ein interessantes Gemälde zu einem religiösen Thema: den Kuss des Judas.“ Viele Vertreter der militärischen, kreativen, wissenschaftlichen und technischen Intellektuellen der Stadt waren Mitglieder der Kirche. Im Jahr 1907 eröffnete die Kirche ein Waisenhaus für obdachlose Kinder.
Nach der Oktoberrevolution wurden alle Wertgegenstände der Kirche beschlagnahmt, und sie wurde im März 1933 endgültig geschlossen. Das Gebäude wurde umgebaut und der Gesellschaft der Autofahrer übergeben, und später wurde dort das Kino „Rodina“ („Heimat“) eröffnet.
Die Wiederherstellung normaler Aktivitäten der katholischen Kirche in Russland begann zu Beginn der 1990er Jahre. 1993 wurde in Nowgorod eine katholische Gemeinde gegründet, und 1994 wurde der Gemeinde ein Teil des Kinos „Rodina“ zur Einrichtung einer kleinen Kapelle überlassen. Der Kampf um die Rückgabe des gesamten Gebäudes zog sich bis 1996 hin, als die Kirche schließlich der Kirche übergeben wurde. Nach Reparaturarbeiten wurde die Kirche am 16. Juni 1996 wieder geweiht, und die Gottesdienste wurden wieder aufgenommen.

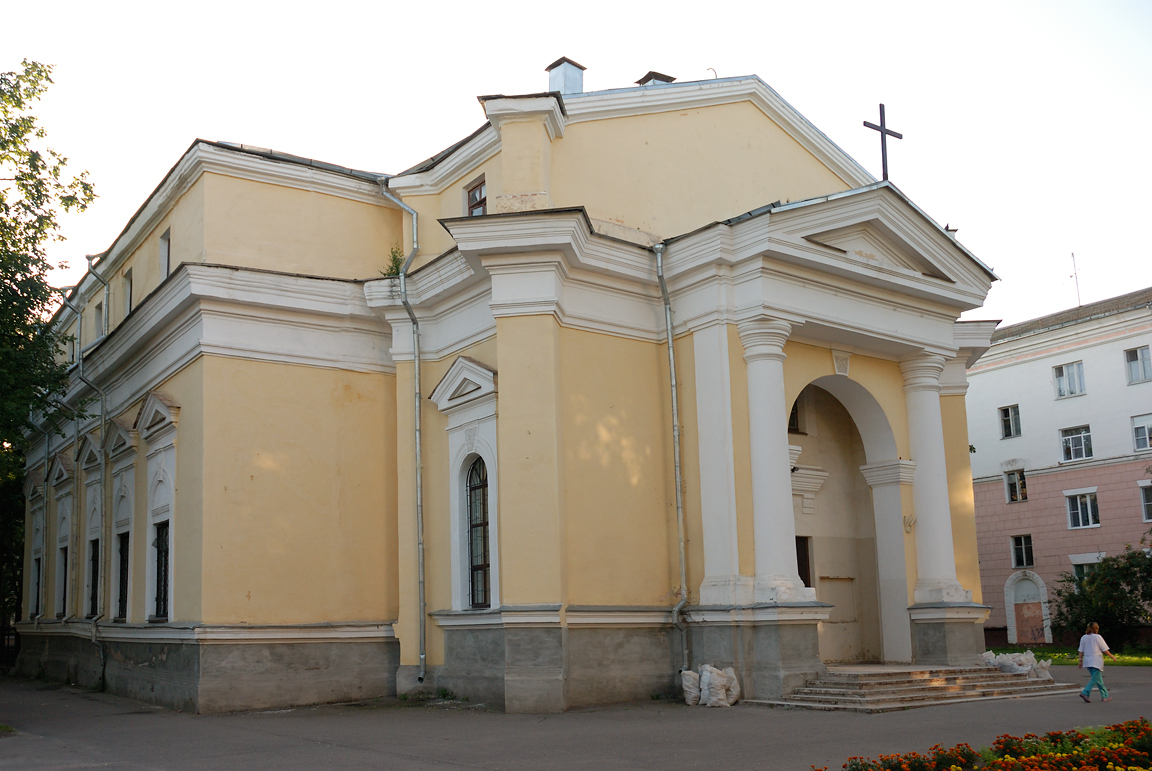
Ansicht der Kirche ca. 2007 vor der Restaurierung der Glockentürme

Im Jahr 2003 feierte die katholische Gemeinde das 110-jährige Bestehen der Kirche und das 10-jährige Jubiläum der Wiederbelebung der Gemeinde. Im Jahr 2009 wurde mit einer umfassenden Rekonstruktion des Kirchengebäudes begonnen. Im September 2010 wurden die Restaurierungsarbeiten an den Glockentürmen der Kirche abgeschlossen. Am 18. September 2010 wurden die restaurierten Glockentürme von Erzbischof Paolo Pezzi eingeweiht.

## Architektur
Die Kirche ist im pseudobarocken Stil erbaut; die Hauptfassade ist mit einem zweisäuligen Portikus und einem dreieckigen Giebel über dem Eingang verziert. Die Hauptfassade wird von zwei barocken Glockentürmen flankiert, die von einer Turmspitze gekrönt werden.